# 古尔维莱特
古尔维莱特（法語：Gourvillette，法語發音：[ɡuʁvilɛt]）是法国滨海夏朗德省的一个市镇，位于该省东部，属于圣让当热利区。

## 地理
古尔维莱特（45°53'25"N, 0°13'20"W）面积8.01 平方千米，位于法国新阿基坦大区滨海夏朗德省，该省份为法国西部滨海省份，北起旺代省，西临大西洋，南至吉倫特省，东南接多爾多涅省，东北接德塞夫勒省接壤，东临夏朗德省。
与古尔维莱特接壤的市镇（或旧市镇、城区）包括：博韦叙马塔、克雷塞、安普、马萨克、莱图什德佩里尼。

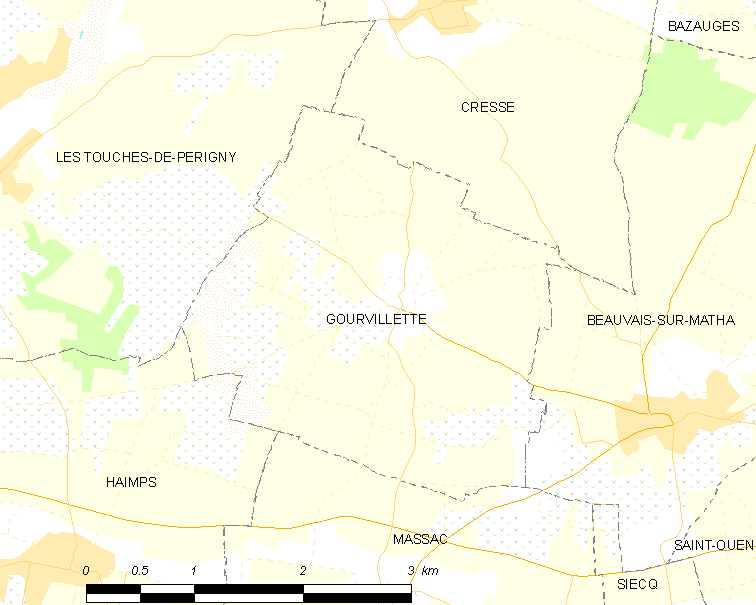
古尔维莱特的OSM定位图

古尔维莱特的时区为UTC+01:00、UTC+02:00（夏令时）。

## 行政
古尔维莱特的邮政编码为17490，INSEE市镇编码为17180。

## 政治
古尔维莱特所属的省级选区为马塔县。

## 人口

1962-2008年间古尔维莱特人口变化图示

古尔维莱特于2022年1月1日时的人口数量为107人。